# 이치미야촌
이치미야촌(一宮村)은 시즈오카현 슈치군에 설치되었던 촌이다. 현재의 모리정에 해당한다.